# ألان تشين
ألان تشين (بالإنجليزية: Alan Chin)‏ هو مصور أمريكي، ولد في 11 أبريل 1971 في نيويورك في الولايات المتحدة.